# Leontopithecus chrysopygus
El tití león negro (Leontopithecus chrysopygus), también conocido como tamarino león negro es una especie de primate platirrino de la familia Callitrichidae que se creyó extinta en 1905, y no fue vuelta a ver hasta 1970. Se encuentra sólo en los estados brasileños de São Paulo y Paraná, casi exclusivamente en el parque estatal Morro do Diabo. Vive en bosques secundarios y primarios dentro del área protegida. 
El primer zoológico que logró la cría en cautiverio de esta especie fue el de Jersey, y ahora su descendencia se ha enviado a otros zoológicos europeos. El Zoológico del Bronx y el de São Paulo también poseen ejemplares.

## Descripción
La longitud de su cuerpo es de es de unos 30cms. Su cola mide de 30 a 40cms., y su peso total es de alrededor de 600 g. Tiene un largo pelaje negro, excepto en el lomo y la base de la cola, que es dorado (razón por la cual se lo denomina león negro).

## Características
Este tití es endémico de Brasil, encontrándose casi exclusivamente dentro del área protegida del Parque Estatal Morro do Diabo. Son de hábitos diurnos y arborícolas. Habita en bosques primarios de tierras bajas y bosques semicaducos. Prefiere los árboles de 4 a 8mts. de altura. Se desplazan usando sus cuatro extremidades.
Mantienen una estructura social familiar. El grupo posee un territorio que defiende de especímenes de su propia especie, de 64 a 277 ha.